# Gigny, Yonne
Gigny är en kommun i departementet Yonne i regionen Bourgogne-Franche-Comté i norra Frankrike. Kommunen ligger i kantonen Cruzy-le-Châtel som tillhör arrondissementet Avallon. År 2022 hade Gigny 83 invånare.

## Befolkningsutveckling
Antalet invånare i kommunen Gigny
| Referens: INSEE |